# Prórvenski
Prórvenski (del ruso: Про́рвенский) es un jútor del raión de Slaviansk del krai de Krasnodar, en el sur de Rusia. Está situado en los arrozales situados entre los distributarios del delta del Kubán y las marismas colindantes, 50 km al noroeste de Slaviansk-na-Kubani y 117 al noroeste de Krasnodar, la capital del krai. Tenía 373 habitantes en 2010.
Pertenece al municipio Chernoyerkovskoye.

## Historia
Su nombre deriva del ruso Prorva, que designa a un brazo de río que uno dos brazos (cerca del jútor se unen los distributarios o yérik del Kubán Ternovatski y Biriuchki). Hasta 1930 era conocida como Prirva. Los primeros habitantes se establecieron en la segunda mitad del siglo XIX.

## Lugares de interés
A unos 1-3 km de la población, en dirección al sur, al oeste y al sudoeste, respectivamente, se hallan tres yacimientos arqueológicos de tiempos de los jázaros: el asentamiento Prorvenskoye, el asentamiento Komkobatoye, y el sepulcro Prorvenski, fechados entre el siglo VIII y el siglo IX.
En el centro del jútor se halla un memorial sobre la fosa en la que yacen los restos de los caídos en la defensa y posterior liberación de la localidad durante la Gran Guerra Patria en 1942-1943.

## Servicios sociales
La localidad cuenta con una escuela general básica (nº 49), un Club de Cultura rural, una biblioteca y un punto de enfermería, entre otros establecimientos.